# Quşçu
Quşçu (ryska: Кушчу) är en ort i Azerbajdzjan.   Den ligger i distriktet Daşkəsən Rayonu, i den västra delen av landet, 300 km väster om huvudstaden Baku. Quşçu ligger 1 185 meter över havet och antalet invånare är 408.
Terrängen runt Quşçu är huvudsakligen lite bergig. Quşçu ligger nere i en dal. Närmaste större samhälle är Yukhary-Dashkesan, 3,9 km söder om Quşçu.
Trakten runt Quşçu består i huvudsak av gräsmarker. Runt Quşçu är det ganska glesbefolkat, med 31 invånare per kvadratkilometer.